# Noblella lynchi
Espèce
Synonymes
- Phyllonastes lynchi Duellman, 1991

Statut de conservation UICN

 EN  : En danger
Noblella lynchi est une espèce d'amphibiens de la famille des Craugastoridae.

## Répartition
Cette espèce est endémique de la région d'Amazonas au Pérou. Elle se dans les provinces de Luya et de Chachapoyas.

## Étymologie
Cette espèce est nommée en l'honneur de John Douglas Lynch.

## Publication originale
- Duellman, 1991 : A new species of leptodactylid frog, genus Phyllonastes, from Peru. Herpetologica, vol. 47, no 1, p. 9-13.